# Paphosiscus
Paphosiscus è un genere di pesci ossei estinto, appartenente agli attinotterigi. Visse nel Carbonifero inferiore (circa 324 - 331 milioni di anni fa) e i suoi resti fossili sono stati ritrovati in Nordamerica.

## Descrizione
Questo pesce era di piccole dimensioni e superava di poco i 6 centimetri di lunghezza; era caratterizzato da una grossa testa dal muso arrotondato e da un corpo piuttosto compatto. La caratteristica più insolita di Paphosiscus era data dalla presenza, sulle ossa dermiche del cranio e sulle scaglie, di cosmina, una sostanza che solitamente si riscontra nei pesci sarcotterigi e in alcuni agnati; Paphosiscus è il primo attinotterigio noto dotato di cosmina. Le scaglie mostrano una serie di pori che, a un esame istologico, confermano la presenza di un sistema di canali costituiti da cosmina. La cosmina presente in Paphosiscus era molto diversa da quella dei pesci sarcotterigi, e assomigliava per certi versi a quella presente nell'osteostraco Tremataspis. 
Paphosiscus, inoltre, era caratterizzato dal notevole allungamento della pinna dorsale, dal margine posteriore arrotondato, e la cui altezza massima si trovava proprio appena prima della parte terminale; anche la pinna anale era dotata di un margine posteriore arrotondato, ma era molto più piccola della pinna dorsale. La pinna caudale era a forma di ventaglio, priva di lobi separati, mentre le pinne pettorali erano ampie e tondeggianti. Erano presenti fulcri o scaglie mediane lungo il dorso particolarmente alte; le premascelle non erano suturate ad altre ossa, e l'articolazione mandibolare era al livello della fila di denti mandibolari. I denti marginali erano pleurodonti, mentre erano presenti denti sul coronoide dotati di corone smussate.

## Classificazione
Il genere Paphosiscus venne istituito nel 2015, sulla base di resti fossili ritrovati nel famoso giacimento di Bear Gulch in Montana (USA); a questo genere sono ascritte due specie: la specie tipo, Paphosiscus circulocaudus, e P. scalmocristus, distinte sulla base di alcune caratteristiche delle scaglie, delle ossa dermiche, della mascella e della pinna dorsale. P. scalmocristus, inoltre, era dotata di un corpo più allungato. 
La presenza di cosmina nelle scaglie e nelle ossa dermiche di Paphosiscus è una caratteristica unica negli attinotterigi, e non permette di ascrivere questo pesce ad alcun gruppo noto. Per questo motivo, gli autori della prima descrizione hanno istituito una famiglia (Paphosiscidae) e un ordine (Paphosisciformes) specifici per questo genere. 

## Paleoecologia
Il corpo relativamente allungato e la lunga pinna dorsale facevano superficialmente assomigliare Paphosiscus agli scanilepiformi, un gruppo di pesci triassici forse vicini all'origine degli attuali politteri (Polypteriformes), ed è probabile che come questi Paphosiscus fosse un lento nuotatore, che si muoveva in un ambiente complesso come gli habitat algali con dasicladacee e spugne.  